# 마크 샌포드

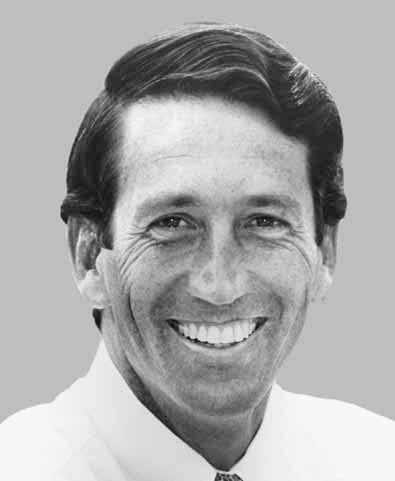
마크 샌포드

마셜 클레멘트 "마크" 샌포드 주니어 (Marshall Clement "Mark" Sanford Jr., 1960년 5월 28일 ~ )는 미국, 사우스캐롤라이나주의 공화당 하원의원으로 재임중이다. 2013년 5월 7일 사우스캐롤라이나 제1선거구 연방 하원위원 보궐 선거에서 당선되었다. 1995년부터 2001년까지 사우스캐롤라이나 제 1선거구를 대표하여 미국 하원의 하원의원을 역임하였다.
2002년에 사우스캐롤라이나의 115번째 주지사로 당선되면서, 전 주지사였던 민주당 짐 호지스를 패배시켰으며, 2006년에 재선에 성공하였다.
2009년 6월 24일 샌포드는 아르헨티나 여성 마리아 벨렌 샤푸르(María Belén Chapur)와의 정사가 공개적으로 드러난 후 공화당 주지사협회의 회장직을 사임했다. 이 일로 주 윤리위원회는 마크 샌포드에게 총 7만 4천달러의 벌금을 매겼다.

## 역대 선거 결과
| 선거명        | 직책명                                | 대수  | 정당   | 득표율 | 득표수    | 결과 | 당락                             |
| ------------- | ------------------------------------- | ----- | ------ | ------ | --------- | ---- | -------------------------------- |
| 1994년 선거   | 하원의원 (사우스캐롤라이나 제1선거구) | 104대 | 공화당 | 66.32% | 97,803표  | 1위  | 사우스캐롤라이나주 하원의원 당선 |
| 1996년 선거   | 하원의원 (사우스캐롤라이나 제1선거구) | 105대 | 공화당 | 96.36% | 138,467표 | 1위  | 사우스캐롤라이나주 하원의원 당선 |
| 1998년 선거   | 하원의원 (사우스캐롤라이나 제1선거구) | 106대 | 공화당 | 91.04% | 118,414표 | 1위  | 사우스캐롤라이나주 하원의원 당선 |
| 2002년 선거   | 사우스캐롤라이나 주지사               | 115대 | 공화당 | 52.85% | 585,422표 | 1위  | 사우스캐롤라이나 주지사 당선     |
| 2006년 선거   | 사우스캐롤라이나 주지사               | 115대 | 공화당 | 55.12% | 601,868표 | 1위  | 사우스캐롤라이나 주지사 당선     |
| 2013년 재선거 | 하원의원 (사우스캐롤라이나 제1선거구) | 113대 | 공화당 | 54.03% | 77,600표  | 1위  | 사우스캐롤라이나주 하원의원 당선 |
| 2014년 선거   | 하원의원 (사우스캐롤라이나 제1선거구) | 114대 | 공화당 | 93.41% | 119,392표 | 1위  | 사우스캐롤라이나주 하원의원 당선 |
| 2016년 선거   | 하원의원 (사우스캐롤라이나 제1선거구) | 115대 | 공화당 | 58.56% | 190,410표 | 1위  | 사우스캐롤라이나주 하원의원 당선 |